# سوسک (فیلم کوتاه)
سوسک یک فیلم کوتاه ایرانی به کارگردانی و نویسندگی امیرحسین جواهری محصول سال ۱۴۰۱ است. این فیلم برنده بهترین فیلم فانتزی از جشنواره پنج‌قاره ونزوئلا شده و در بیش از ۲۰ جشنواره در آمریکا، فرانسه، کانادا، مکزیک و... حاضر بوده.

## خلاصه داستان
داماد که به دنبال عروس به آرایشگاه رفته، متوجه ناپدید شدن او می‌شود و پس از پرس و جو به او می‌گویند که عروس تبدیل به سوسک شده.
1. ↑  "The Cockroach". FilmFreeway (به انگلیسی). Retrieved 2024-05-19.
2. ↑  "FICOCC #2022-10". festival (به اسپانیایی). Retrieved 2024-05-19.
3. ↑  عمومی، مدیر روابط (۲۰۲۲-۱۱-۲۲). «سوسک در سانفرانسیسکو». انجمن سینمای جوانان ایران. دریافت‌شده در ۲۰۲۴-۰۵-۱۹.
4. ↑  The Cockroach (Short 2022) - Release info - IMDb (به انگلیسی), retrieved 2024-05-19
5. ↑  جشنواره فیلم اوشن سیتی. «جشنواره فیلم اوشن سیتی» (PDF). ocmdfilmfestival.com.
6. ↑  "The Cockroach | ASSORTED FILM COLLECTION 09 | Another Hole in the Head 2022". watch.eventive.org (به انگلیسی). Retrieved 2024-05-19.